# 唐狗
唐狗是生活在中国南部的中型原生犬种，在世界犬业联盟的分类中属于“第五类：亚洲尖嘴犬和相关犬种”。

## 外观
唐狗被毛丰富，身形紧凑，身材较短，属于中型犬，其肩高与身长的比例为10：10。面部典型特征为舌面呈蓝黑色，鼻子大且宽，双眼长且略微倾斜。纯种唐狗毛色为纯色，颜色有奶油色、浅雕色、红雕色、黑色等。

## 历史
唐狗原产自中国，在中国的南方地区有几千年的历史，常被用作看门、狩猎，对主人较为忠诚。
2000年代，香港成立“唐狗会”，旨在提高人们对唐狗的重视程度。2017年，唐狗在CKU（世界犬业联盟中国分会）举办的犬展上夺冠。2018年，有報導訪問一位於長洲飼養唐狗的狗主，表示長洲人大都接納狗，而狗隻也不必對高速的行車左閃右避，亦較少有被虐待的風險。而島上的建屋地理特質，屬低密度，亦多綠草，造就一個半自然空間，可隨意在村口的鄉公所或廟宇前蹓躂。